# Maria Margaretha la Fargue
Maria Margaretha la Fargue (La Haya, 29 de diciembre de 1743 - La Haya, 21 de abril de 1813), era una pintora neerlandesa del siglo XVIII.

## Biografía
Era hija de Jan Thomas la Fargue y hermana menor de Paulus Constantijn la Fargue. Sus otros hermanos Karel la Fargue, Jacob Elias e Isaac Lodewijk también fueron pintores.	
Es conocida por sus trabajos de género y pinturas después de su hermano mayor.